# Meilahti
Meilahti (en sueco Mejlans) es un distrito de Helsinki entre Mannerheimintie (la principal entrada a Helsinki) y una bahía llamada Seurasaarenselkä. Muchos hospitales se localizan en este distrito, por ejemplo, el Hospital Central de la Universidad de Helsinki. En el distrito están también la residencia oficial del presidente de Finlandia, Mäntyniemi y la residencia del primer ministro Kesäranta.
- Datos: Q3177103
- Multimedia: Meilahti / Q3177103